# Gana Marusava
Gana Marusava (belorusko Ганна Марусава; rusko Анна Марусова, Ana Marusova; rojena Karasjova (Карасёва)), beloruska lokostrelka, * 8. januar 1978. 
Sodelovala je na lokostrelskem delu poletnih olimpijskih igrah leta 2004, kjer je osvojila 37. mesto v individualni konkurenci.